# Pat Farmer
Pat Farmer, właśc. Patrick Francis Daniel Farmer (ur. 4 marca 1962 w Sydney) – australijski polityk, ultramaratończyk i mówca motywacyjny, członek australijskiej Izby Reprezentantów w latach 2001-2010 z okręgu Macarthur. Pomiędzy kwietniem 2011 a styczniem 2012 Farmer przebiegł z bieguna północnego na biegun południowy, dzięki czemu zebrał 100 000 dolarów australijskich na fundację Międzynarodowego Czerwonego Krzyża.